# Hélène Janicot
Hélène Janicot (* 13. prosince 1993 Clermont-Ferrand) je francouzská sportovní lezkyně, vítězka Rock Masteru a mistryně Francie.

## Výkony a ocenění
- 2012: nominace na Světové hry 2013 v Cali
- 2015: nominace na mezinárodní prestižní závody Rock Master v italském Arcu

### Závodní výsledky
| Světové hry | Světové hry |
| Rok         | 2013        |
| ----------- | ----------- |
| Obtížnost   | 10-11       |

| Arco Rock Master | Arco Rock Master |
| Rok              | 2015             |
| ---------------- | ---------------- |
| Duel             | 1                |

| Mistrovství světa | Mistrovství světa |
| Rok               | 2014              |
| ----------------- | ----------------- |
| Obtížnost         | 4                 |

| Světový pohár ve sportovním lezení | Světový pohár ve sportovním lezení |
| Rok                                | 2016                               |
| ---------------------------------- | ---------------------------------- |
| Obtížnost                          | 10                                 |
| jednotlivě*                        |                                    |

* Pozn.: nalevo jsou poslední závody v roce
| Mistrovství Evropy | Mistrovství Evropy | Mistrovství Evropy |
| Rok                | 2013               | 2015               |
| ------------------ | ------------------ | ------------------ |
| Obtížnost          | 3                  | 5                  |

| Mistrovství světa juniorů | Mistrovství světa juniorů | Mistrovství světa juniorů | Mistrovství světa juniorů |
| Rok                       | 2008 kat B                | 2009 kat A                | 2010 kat A                |
| ------------------------- | ------------------------- | ------------------------- | ------------------------- |
| Obtížnost                 | 3                         | 2                         | 1                         |

| Mistrovství Evropy juniorů | Mistrovství Evropy juniorů |
| Rok                        | 2012 juniorky              |
| -------------------------- | -------------------------- |
| Obtížnost                  | 2                          |